# Beboide Sprachen
Die beboiden Sprachen (kurz Beboid) bilden eine Untereinheit der südlichen bantoiden Sprachen, eines Zweiges der Benue-Kongo-Sprachen, die ihrerseits zum Niger-Kongo gehören.
Die 14 beboiden Sprachen werden von rund 50.000 Menschen in West-Kamerun gesprochen. Die bedeutendste Sprache ist das Noone mit 25.000 Sprechern. Benannt ist die Gruppe nach der Sprache Bebe, die von 2.500 Menschen in der Nordwest-Provinz gesprochen wird.
Position des Beboid innerhalb des Niger-Kongo
- Niger-Kongo > Volta-Kongo > Benue-Kongo > Ost-Benue-Kongo > Bantoid-Cross > Bantoid > Süd-Bantoid > Beboid

Klassifikation der beboiden Sprachen
- Beboid
  - Ost
    - Noone (Noni) (25.000), Bebe (2.500), Kemezung (5.000), Ncane (16.000), Nsari (Akweto) (7.000), Naki (3.000), Cung (2.000)

  - West
    - Mundabli (Bu) (1.000), Koschin (1.000), Fang (2.500), Abar (Missong) (2.000), Mbu’ (1.000)

  - Bukwen (1.000)
  - Maschi (1.000)

Von einigen Forschern werden Mbe und die Nyang-Sprachen mit den beboiden Sprachen zu einer genetischen Einheit Beboid-Nyang-Sprachen zusammengefasst.